# Chim sâu Cebu
Chim sâu Cebu (danh pháp hai phần: Dicaeum quadricolor) là một loài chim thuộc chi Dicaeum trong họ Chim sâu. Loài này phân bố ở đảo Cebu thuộc Philippines.